# 미션 임파서블: 폴아웃
《미션 임파서블: 폴아웃》(영어: Mission: Impossible - Fallout)은 2018년 개봉한 미국의 액션, 첩보, 스릴러 영화이자 '미션 임파서블'의 여섯 번째 시리즈 영화이다. 크리스토퍼 매쿼리가 연출 및 각본을 맡았으며, 브루스 겔러의 동명 텔레비전 드라마를 영화의 원작으로 한다. 이번 시즌 역시 톰 크루즈를 비롯한 사이먼 페그, 빙 레임스 등의 기존 배우들이 그대로 합류했고 전작에서 처음 출연한 '일사 파우스트' 역의 레베카 페르구손도 출연한다. 하지만 '윌리엄 브렌트' 역을 맡았던 제러미 레너는 마블 영화 《어벤져스: 엔드게임》 촬영 일정과 겹치는 바람에 출연하지 못했고 그의 빈자리는 어거스트 워커 역의 헨리 캐빌, 화이트 위도 역의 버네사 커비, 에리카 슬론 역의 앤절라 배싯 등이 메꿨다.

## 제작

### 프리 프로덕션
2015년 5월 23일, 트래킹 보드는 파라마운트 픽처스가 《미션 임파서블》 시리즈의 여섯 번째 작품을 기획 중이며, 톰 크루즈, J. J. 에이브럼스, 데이비드 엘리슨, 대나 골드버그가 프로듀서로 복귀한다고 보도했다. 이와 더불어 돈 그랜저와 맷 그림이 제작책임자로, 엘리자베스 라포소가 기획총괄로 참여한다. 7월 28일, 데일리 쇼에 출연한 톰 크루즈는 진행자 존 스튜어트와의 인터뷰에서, 6편은 이미 기획중에 있으며 내년 여름에 촬영에 들어가지 않을까 하는 전망을 전했다. 8월 2일에는 파라마운트사 경영진인 로브 무어가 〈버라이어티〉와의 인터뷰에서 차기작이 제작에 들어갔다고 재차 확인하였고, "톰 크루즈와 함께 이번 영화 기획을 하게 되어 정말 기쁘다"며 "분명 다른 영화일 것"이라고 전했다. 11월 19일에는 파라마운트 사에서 이번 작품의 각본에 크리스토퍼 매쿼리를 다시 기용했다고 밝히며, 감독도 직접 맡을 수도 있다고 전했다. 또 2016년 8월 촬영개시를 목표로 스튜디오가 분주하게 움직이고 있다고 언급하였다. 11월 30일 매쿼리는 트위터를 통해 다시 한번 감독을 맡을 것이며, 톰 크루즈와 함께 프로듀서도 겸할 것이라는 사실을 밝혔다.
2016년 8월 19일, 〈할리우드 리포터〉는 파라마운트 사가 프리프로덕션 작업을 중단했다고 보도했다. 그 이유는 톰 크루즈와 제작사가 출연료를 놓고 충돌을 빚었기 때문으로, 톰 크루즈 측에서 최소한 2017년 유니버셜 픽쳐스의 영화 《미이라》의 출연 수당만큼은 지급해달라고 요구하면서 벌어진 일이었다. 하지만 9월 16일 〈할리우드 리포터〉는 크루즈 측과 제작사 간의 불화가 해결되었으며, 2017년 봄에 제작을 재개할 것이라는 후속보도를 내놓았다. 한편으로 4편과 5편에서 윌리엄 브랜트로 출연했던 제레미 레너의 출연 여부에도 관심이 쏠렸다. 레너 본인 스스로도 2016년 11월 인터뷰를 통해, 마블 스튜디오의 《어벤져스: 엔드게임》 (2019)에서 호크아이 역을 맡은 관계로 촬영 스케줄이 겹치기 때문에, 이번 편에 출연할 지는 확실치 않다고 밝히기도 했다. 결국 2017년 3월 시네마콘에서 6편에 레너가 출연하지 않는다는 사실이 공식적으로 확인되었다.
2017년 2월 매쿼리 감독은 이번 작품에서 이단 헌트의 개인사에 관한 뒷이야기를 좀 더 다루게 될 것이라는 사실을 밝혔다. 그리고 2017년 6월 13일, 미셸 모너핸이 이단 헌트의 아내, 줄리아 메드헌트 역으로 복귀한다는 사실이 발표되었다.

### 촬영
2017년 4월 10일, 프랑스 파리 로케이션 촬영을 시작으로, 영국 런던, 뉴질랜드, 노르웨이 등의 로케이션 촬영이 진행되었다. 공식 촬영 개시일은 4월 8일이었다. 그해 7월에는 뉴질랜드에서 일부 촬영일정을 진행하였으며, 작중에서는 인도의 카슈미르로 등장했다. 이와 관련해 크리스토퍼 매쿼리 감독은 영화의 절정 부분이 뉴질랜드보다는 좀 더 정치적으로 혼란스러운 지역을 무대로 하길 원했기 때문에 해당 시퀀스의 배경을 카슈미르로 설정했다고 밝혔다. 가을에는 노르웨이 포르산드 마을의 프레케스톨렌 바위에서도 촬영이 이뤄졌다. 촬영허가 기간은 9일이었으며, 소수의 제작진과 배우들만 입산이 허가되었다. 또 하루의 헬리콥터 이륙 허가횟수도 50회로 제한되었다.
2017년 8월, 런던 세트장에서 촬영일정을 소화하던 톰 크루즈가 오른쪽 다리 부상을 당했다는 소식이 전해졌다. 이에 따라 스튜디오 측은 크루즈의 발목 골절과 다른 부상 치료를 위해 9주 동안 제작을 중단할 것을 밝혔다. 다만 영화 개봉시기는 2018년 7월에서 연기하지 않고 유지할 것이라는 보도자료를 배포했다. 이번 사고로 모든 제작진이 당초 예상보다 8주 더 고용 상태를 유지하게 되면서, 8000만 달러 (한화 약 955억원)에 달하는 추가예산이 잡히게 되었으나, 크루즈의 치료비와 그밖의 비용을 보험사에서 처리하기로 결정되면서 영화 최종예산에는 빠지게 되었다. 이후 톰 크루즈가 당초 예상했던 것보다 2주 이른 7주 만에 세트장에 복귀하게 되었으며, 2017년 10월부로 촬영이 재개되었다.
헨리 카빌은 《저스티스 리그》에도 슈퍼맨 역으로 출연했는데, 촬영 도중 《저스티스 리그》의 재촬영 일정이 겹쳐 난감한 상황에 처했다. 《폴아웃》 출연을 위해 수염을 기르고 촬영기간 동안 깎지 않겠다는 계약을 한 상태였는데, 《저스티스 리그》에서는 면도한 모습으로 출연해서 문제가 되었다. 이에 매쿼리 감독은 《저스티스 리그》의 프로듀서 측과 협의를 통해 300만 달러를 지급받는 대신 《폴아웃》의 제작을 중단하고 카빌이 면도할 수 있도록 허가하고, 《폴아웃》 제작진이 CG 합성으로 수염을 붙이는 것으로 합의하였으나, 파라마운트사 경영진 측이 난색을 표하면서 무산되었다. 결국 카빌은 면도하지 않고 《폴아웃》 촬영을 계속하였으며, 《저스티스 리그》 측에서 VFX팀의 CG 합성을 통해 수염을 제거하는 작업을 진행하면서 마무리되었다.
2018년 1월 25일, 6편의 제목이 《미션 임파서블: 폴아웃》 (Mission Impossible: Fallout)으로 공개되었다. 그로부터 두 달 뒤인 2018년 3월 25일 아랍에미리트 로케이션을 끝으로 모든 촬영이 마무리되었다. 아랍에미리트 촬영 일정은 톰 크루즈의 고고도 자유낙하 (HALO) 씬 촬영이 하이라이트를 장식했는데, 이를 위해 크루즈 본인과 제작진은 지상에 설치된 수직 풍동에서 스카이다이빙 훈련을 거치고, C-17 군용기를 타고 2만 5000피트 상공에서 뛰어내리는 리허설을 100차례 넘게 진행, 최종적으로 3테이크 내로 촬영을 끝내어 영화에 쓰여야 했다. 작중 고공낙하 씬이 해가 지는 풍경으로 설정되었기 때문에 하루에 한 테이크씩만 촬영을 시도할 수 있었다. 또 이 고공낙하 시퀀스는 작중 무대가 프랑스 파리의 상공이었기 때문에, 시각효과팀이 아부다비의 사막 풍경을 파리의 야경으로 바꾸는 CG작업도 만만찮은 도전이었다. 이 과정에서 제작진은 참고자료와 라이다 스캔, 그리고 실제 건물 상공에 드론을 띄워 촬영한 영상을 토대로 얻어낸 측량자료를 활용해 샹젤리제의 그랑팔레를 CG로 완벽히 구현해 냈다.
영화의 시각효과는 DNEF와 블라인드 LTD가 맡았으며, 원오브어스와 서드 플로어와의 협업을 토대로 휴 에반스, 앤드류 부스, 조디 존슨이 감독하였다.

## 출연진
- 톰 크루즈 - 에단 헌트 역
- 헨리 캐빌 - 어거스트 워커 역
- 빙 레임스 - 루터 스티켈 역
- 사이먼 페그 - 벤지 던 역
- 레베카 페르구손 - 일사 파우스트 역
- 숀 해리스 - 솔로몬 레인 역
- 앤절라 배싯 - 에리카 슬론 역
- 버네사 커비 - 화이트 위도 역
- 미셸 모너핸 - 줄리아 미드헌트 역
- 앨릭 볼드윈 - 앨런 헌리 역
- 웨스 벤틀리 - 패트릭 역
- 프레더릭 슈밋 - 졸라 미초폴리스 역

한국판 성우진(VOD)
- 홍시호 - 에단 헌트
- 김 준 - 어거스트 워커
- 안장혁 - 루터 스티켈
- 신용우 - 벤지 던
- 박 일 - 앨런 헌리
- 최덕희 - 일사 파우스트
- 엄현정 - 에리카 슬론
- 이소영 - 화이트 위도우
- 김영진 - 솔로몬 레인
- 안효민 - 졸라

## 한국판 성우진(KBS) (2020년 1월 24일)
- 홍시호 - 에단 헌트(톰 크루즈)
- 양석정 - 어거스트 워커(헨리 캐빌)
- 유해무 - 루터 스티켈(빙 레임스)
- 박영재 - 벤지 던(사이먼 페그)
- 이정구 - 앨런 헌리(앨릭 볼드윈)
- 이다슬 - 일사 파우스트(레베카 페르구손)
- 전숙경 - 에리카 슬론(앤절라 배싯)
- 오수경 - 줄리아 미드(미셸 모너핸)
- 이슬 - 화이트 위도우(버네사 커비)
- 최정호 - 솔로몬 레인(숀 해리스)
- 이장원 - 울프 블리처(본인)
- 이규석 - 닐스 델브룩(크리스토페르 요네르)
- 이규창 - 졸리(프레더릭 슈밋)

## 음악
디지털 앨범은 2018년 7월 14일 파라마운트 뮤직에서 발매되었다. 사운드 트랙은 라라랜드 레코드가 그 달 말에 발매했다.
전체 작곡: 론 밸프
| #            | 제목                               | 재생 시간 |
| ------------ | ---------------------------------- | --------- |
| 1.           | 〈A Storm is Coming〉              | 1:12      |
| 2.           | 〈Your Mission〉                   | 2:14      |
| 3.           | 〈Should You Choose to Accept...〉 | 2:34      |
| 4.           | 〈The Manifesto〉                  | 1:44      |
| 5.           | 〈Good Evening, Mr. Hunt〉         | 4:19      |
| 6.           | 〈Change of Plan〉                 | 5:47      |
| 7.           | 〈A Terrible Choice〉              | 2:54      |
| 8.           | 〈Fallout〉                        | 1:30      |
| 9.           | 〈Stairs and Rooftops〉            | 6:00      |
| 10.          | 〈No Hard Feelings〉               | 4:20      |
| 11.          | 〈Free Fall〉                      | 4:14      |
| 12.          | 〈The White Widow〉                | 4:42      |
| 13.          | 〈I Am the Storm〉                 | 2:07      |
| 14.          | 〈The Exchange〉                   | 5:54      |
| 15.          | 〈Steps Ahead〉                    | 1:02      |
| 16.          | 〈Escape Through Paris〉           | 5:05      |
| 17.          | 〈We Are Never Free〉              | 6:57      |
| 18.          | 〈Kashmir〉                        | 4:29      |
| 19.          | 〈Fate Whispers to the Warrior〉   | 3:54      |
| 20.          | 〈And the Warrior Whispers Back〉  | 3:56      |
| 21.          | 〈Unfinished Business〉            | 1:49      |
| 22.          | 〈Scalpel and Hammer〉             | 5:10      |
| 23.          | 〈The Syndicate〉                  | 6:00      |
| 24.          | 〈Cutting on One〉                 | 3:42      |
| 25.          | 〈The Last Resort〉                | 2:55      |
| 26.          | 〈Mission: Accomplished〉          | 1:15      |
| 총 재생 시간 | 총 재생 시간                       | 1:35:45   |